# Bunica Sabella
Bunica Sabella (titlul original: în italiană La nonna Sabella) este un film de comedie italian, realizat în 1957 de regizorul Dino Risi, bazat pe romanul omonim al scriitorului Pasquale Festa Campanile, protagoniști fiind actorii Tina Pica, Peppino De Filippo, Sylva Koscina, Renato Salvatori. 

## Conținut
Raffaele, un tânăr inginer, se întoarce în satul natal Pollena, chemat la patul bunicii sale Sabella care e pe moarte. Aceasta însă, o duce minunat, a folosit doar un șiretlic pentru întoarcerea nepotului ei, dorind să-l vadă căsătorindu-se cu o moștenitoare bogată, Evelyne. La început, Raffaele nu s-a opus dorinței bunicii și a curtat-o pe Evelyne, dar de fapt este fermecat de atrăgătoarea Lucia, o prietenă din copilărie... 

## Distribuție
- Tina Pica – bunica Sabella
- Peppino De Filippo – Emilio Mescogliano
- Sylva Koscina – Lucia
- Renato Salvatori – Raffaele Renzullo
- Dolores Palumbo – Carmela Renzullo
- Rossella Como – Evelina Mancuso
- Paolo Stoppa – Evaristo Mancuso
- Gina Mascetti – Clotilde Mancuso
- Renato Rascel – don Gregorio
- Gorella Gori – Teresa
- Fausto Guerzoni – don Vincenzo
- Edoardo Guerrera – bunicul Peppino Mancuso
- Mimo Billi – Eusebio
- Mario Ambrosino – avocatul
- Mimmo Poli – poștașul
- Lina Ferri – sora lui Emilio
- Nino Vingelli – bărbatul la înmormântare
- Amalia Pellegrini – donna Valentina
- Mara Maryl – Rosina

## Premii
- 1957 - Festivalul Internațional de Film de la San Sebastián
  - Scoica de Aur
- 1957 - Festivalul de filme de comedie din Bordighera
  - Măslina de Aur
- 1957 - Festivalul Internațional de Film din Messina și Taormina (Rassegna Internazionale del Cinema di Messina e Taormina)[1]
  - Caribda de Argint (Cariddi d'argento)

## Sequel
Filmul a avut un sequel realizat în anul 1958, intitulat La nipote Sabella, în regia lui Giorgio Bianchi.